# Peucetia margaritata
Peucetia margaritata là một loài nhện trong họ Oxyopidae.
Loài này thuộc chi Peucetia. Peucetia margaritata được Henry Roughton Hogg miêu tả năm 1914.